# Reactor PTR
El Pool Test Reactor (PTR) era un reactor de 10 kW moderado por agua ligera del tipo estanque alimentado con uranio altamente enriquecido construido en el río Chalk en 1957. Utilizaba combustible del tipo placa de uranio enriquecido al 93 % - aluminio. El reactor fue utilizado para medir la ignición de muestras fisibles del NRX. El reactor fue diseñado y construido por Canadair, que ahora es una división de Bombardier.

## Historia
El 29 de noviembre de 1957 el reactor alcanzó por primera vez su criticidad a las 12:05 p. m. y rápidamente se hizo cargo de la función de ZEEP para medir los efectos de reactividad de los materiales, en especial después de la  irradiación. Fue apagado y se le retiró el combustible en 1990.